# Achilles Mussche
Achilles Josephus Mussche (Gent, 12 augustus 1896 — aldaar, 30 augustus 1974) was een Vlaams dichter, essayist en (toneel)schrijver.

## Biografie
Hij was een bekende sociaal geëngageerde schrijver, wiens werk tot het expressionisme gerekend wordt. Alleszins werd hij literair actief in de jaren twintig, aanvankelijk als lyricus. Hij was van bescheiden komaf: zijn ouders waren arbeiders uit een arme buurt van Gent, in die tijd een stad van zware industrie en textielnijverheid. Hij ging in 1911 naar de normaalschool in Gent, waar hij samen met Maurice Roelants in de klas zat. Tijdens de Eerste Wereldoorlog studeerde hij voor onderwijzer; in 1918 werd hij regent. Als docent Nederlands bleef hij actief aan de normaalschool, ook tijdens de Tweede Wereldoorlog, en werd in 1948 tot onderwijsinspecteur benoemd. Tijdens de Tweede Wereldoorlog was hij als verzetslid actief; hij werd nadien voorzitter van het Vermeylenfonds.
Zijn eerste dichtbundel, De twee vaderlanden, werd in 1928 met de August Beernaertprijs bekroond, en in 1929 nogmaals met de Staatsprijs voor Poëzie. Uit het werk spreekt een streven naar humanisme, een verzoening tussen de chaotische, grauwe werkelijkheid en de menselijke verzuchting het eeuwig-goddelijke te mogen ervaren. In die zin is de vroege Mussche wellicht veeleer een romanticus dan een expressionist.
Mussche publiceerde een aantal leerboeken, waaronder Nederlandse poëtica, die als standaardwerken voor het onderwijs werden gebruikt: hij gold als iemand met bijzondere pedagogische bekwaamheid. Van 1945 tot 1970 zetelde hij in de redactie van het Nieuw Vlaams Tijdschrift. Hij schreef tevens enkele bekende biografische monografieën, onder andere over Cyriel Buysse en Herman Gorter, in een heldere en duidelijke taal. Mussche had een sterke interesse voor de geschiedenis van het proletariaat in de Industriële revolutie, en schreef in 1950 hieromtrent de historische roman Aan de Voet van het Belfort, die zich in Gent afspeelt. (met een houtsnede van Frans Masereel over Edward Anseele). Later schreef hij nog een roman over Rosa Luxemburg.
In 1954 schreef Mussche zijn belangrijkste toneelstuk, Christoffel Marlowe of er is een duivel te veel. De figuur van Marlowe wordt hier met die van Shakespeare gecontrasteerd: terwijl Shakespeare de beredeneerde, beheerste denker voorstelt, symboliseert Marlowe de genieter, de romantische vagebond die erop los leeft en in wezen een atheïst is, vandaar 'de duivel', de Faust die in Marlowe zelf huist. Mussche beklemtoonde dat zijn stuk geen historisch drama is; de figuur van Marlowe, voor wie hij uiteindelijk partij lijkt te kiezen, vertoont bepaalde karaktertrekken van Mussche zelf. Dit toneelstuk leverde hem in 1956 de Nestor De Tièreprijs op: een jaar later werd hij voorzitter van de Vereniging van Vlaamse Letterkundigen, een post die hij bekleedde tot 1968.
De latere lyriek van Mussche leek vormelijk weer ietwat conservatiever te worden; het is dus al bij al moeilijk hem een volbloed expressionist te noemen, in zoverre dat betekent dat hij zich met experiment bezighield. Thans doet zijn werk enigszins ouderwets aan; het gebruik van vrij vers draagt zeker bij tot het feit dat zijn Marlowe niet meer opgevoerd wordt. Mussches werk vertegenwoordigt allicht de laatste fase van een twintigste-eeuwse neo-realistische (of post-expressionistische) stroming; hij is niet meer meegegaan in het postmodernisme. Dankzij zijn maatschappelijk engagement en pedagogische ijver is hij evenwel in de klassieke Vlaamse literatuur opgenomen.

## Bibliografie

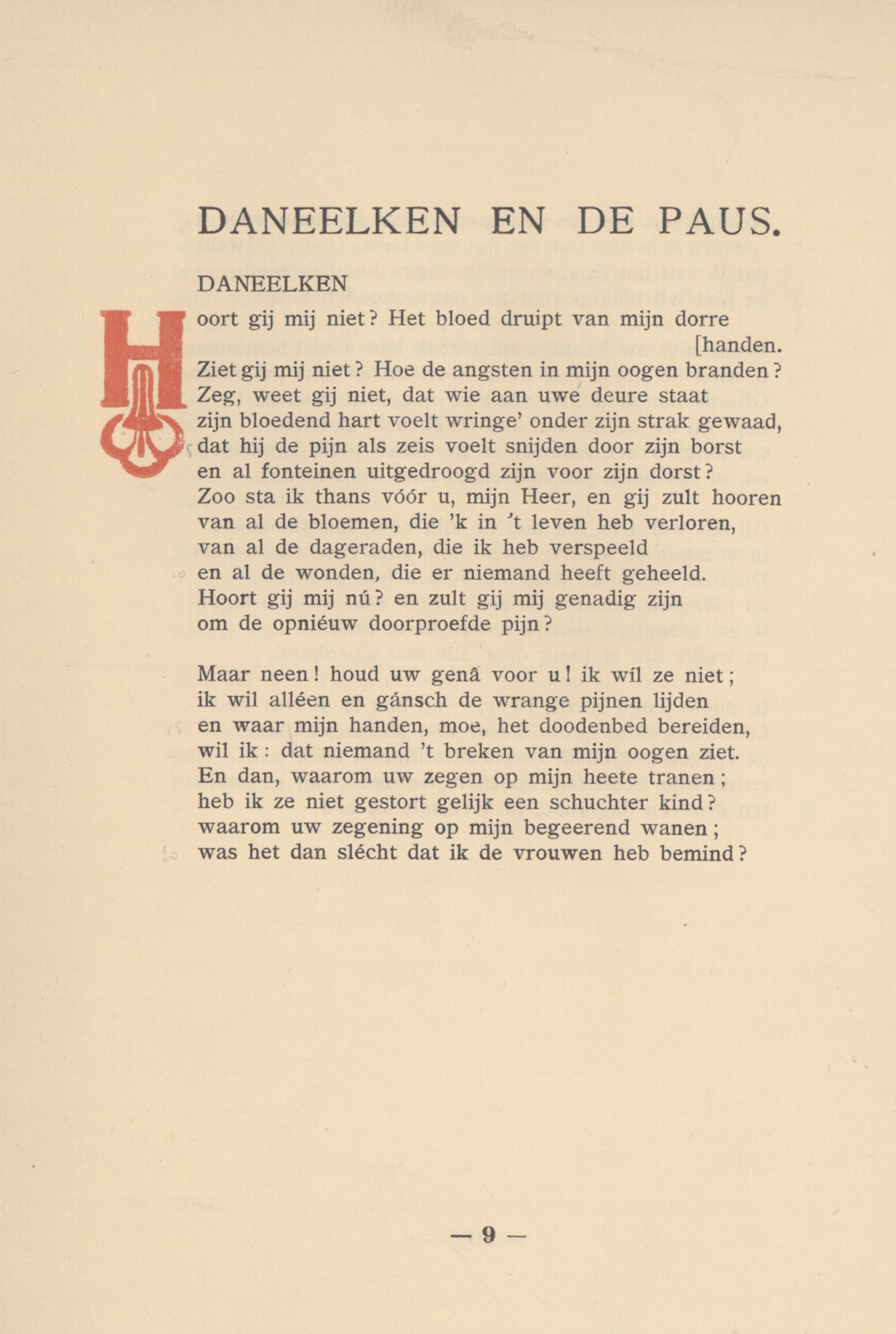
Fragment uit het Vlaamse tijdschrift "Regenboog". Publicatie van de tekst "Daneelken en de Paus", geschreven door Achilles Mussche. Gepubliceerd in 1917.